# Woszczyce
Woszczyce (niem. Woschczytz, cz. Voštice) – najstarsza dzielnica Orzesza.
Przebiega przez nią droga krajowa nr 81 z Katowic do Skoczowa.

## Historia
Według XVI-wiecznego kronikarza parafia w Woszczycach powstała już w 1003 r., a pierwszy kościół wybudowano około 1150 roku, czego miał dokonać pierwszy znany właściciel wioski Peter a Woschczutzki. W 1237 r. z inicjatywy Konrada Mazowieckiego i kanonika kapituły krakowskiej o imieniu Bogusław rozpoczęto we wsi budowę klasztoru cystersów, wizytowanego rok później. Nie dokończono jednak budowy, bowiem w 1241 najazd tatarski zniszczył stawiany obiekt.
W 1283 r. cystersi oddali Woszczyce Stefanowi Zbronowiczowi za wieś Żernicę, a ostatecznie zakon osiadł w Rudach. Miejscowość została wzmiankowana w spisie świętopietrza parafii dekanatu Oświęcim diecezji krakowskiej z 1326 pod nazwą Woskic.
Około 1374 r. miejscowość przeszła w ręce rodziny Woszczyckich, którzy na początku XV wieku ufundowali drewniany kościółek Wszystkich Świętych.
W dokumencie sprzedaży dóbr pszczyńskich wystawionym przez Kazimierza II cieszyńskiego w języku czeskim we Frysztacie w dniu 21 lutego 1517 r. wieś została wymieniona jako Wossticzeo. W alfabetycznym spisie miejscowości na terenie prowincji śląskiej wydanym w 1830 roku we Wrocławiu przez Johanna Knie wieś występuje pod niemiecką nazwą Woschczyc.
W czasie wojny trzydziestoletniej miejscowość mocno ucierpiała, a nowym właścicielem został Adam Krzysztof Wielopolski. Na początku XVIII w. we wsi działał młyn i mała huta żelaza. Po półwieczu osada trafiła w ręce rodziny von Franken, którzy wybudowali kolejny drewniany kościółek. W 1766 r. wieś kupił Gustaw von Cybulka, który po 15 latach odsprzedał ją Ludwigowi von Reusch. Kolejni właściciele to podpułkownik Andreas von Wittkowski (1817) oraz Franz Winckler (1836). Ten ostatni wybudował w 1880 r. pierwszą murowaną świątynię w historii Woszczyc. 
Po Franzu von Winckler dobra odziedziczyła jego córka Waleska von Tiele-Winckler, żona Huberta von Tiele-Wincklera - w rękach tego rodu miejscowość pozostała aż do 1945 r.
Podczas plebiscytu na Górnym Śląsku w 1921 r. 186 osób głosowało za Polską, a 113 za Niemcami.

## Pałac
W Woszczycach w XVI w. powstał drewniany dwór, który uległ całkowitemu zniszczeniu. Obecnie w centrum Woszczyc znajduje się XIX-wieczny pałac – zbudowany w stylu neobarokowym, którego ruiny kupiła rodzina Szczepańskich, a następnie odbudowała ten zabytek.